# Ингроссо, Бьянка
Бьянка Ингроссо (швед. Bianca Ingrosso; род. 30 декабря 1994) — шведская певица, предприниматель и блогер.

## Карьера
Бьянка участвовала в шведском национальном отборе песни для Детского Евровидение-2006 вместе с Малин Эрикссон. Их песня «Kan det bli vi två» заняла 2 место.

### Спектакль
В 2007 году она сыграла Луизу фон Трапп в мюзикле «Звуки музыки» в театре Гета Лейон. В 2008 году она, а также её брат Беньямин Ингроссо, участвовали в мюзикле «Hujeda mig så många sånger», в основе которого лежали произведения Астрид Линдгрен. Также Бьянка была участником Let’s Dance 2016, по итогам которого заняла 2 место в финале.

### Судейство
Бьянка судила на конкурсе Talang 2018, временно заменив Какан Херманссон.

### Телевидение
Бьянка участвовала в телевизионном сериале Wahlgrens värld вместе со своей матерью Перниллой. Сериал дебютировал осенью 2016 года и документирует жизнь и работу их семьи.
В 2018 году Бьянка и её мать выиграли телевизионную премию Kristallen 2018.